# Coteaux-de-béziers
Les coteaux-de-béziers, anciennement coteaux-du-libron et plus anciennement encore « vin de pays des coteaux du Libron », est un vin français d'indication géographique protégée de zone, produit dans le département de l'Hérault.

## Histoire
Jusqu'au XIXe siècle, le paysage de la zone était marqué par la polyculture. Les principales caractéristiques étaient alors la présence d'oliviers, de vignes et de champs co-plantés. 
C'est à la fin du XVIIIe siècle que la plantation de la vigne se développa. 
Dès la moitié du XIXe siècle, la culture de la vigne va s'intensifier. Intensification qui se fit en parallèle avec le développement du chemin de fer. 
Après 1950, les producteurs se mirent à produire des vins de meilleure qualité afin de répondre au mieux à la demande.
C'est par un décret du 25 janvier 1982, que les vins provenant de cette zone sont reconnus vin de pays. En 2011 l'IGP de zone est reconnue pour les Coteaux-du-libron.
C'est par arrêté du 23 octobre 2015  que le nom de l'IGP Coteaux-du-libron est devenu Coteaux de Béziers. Les professionnels locaux et le syndicat de l'IGP ont souhaité ce changement de nom pour des raisons de communication.

## Géographie

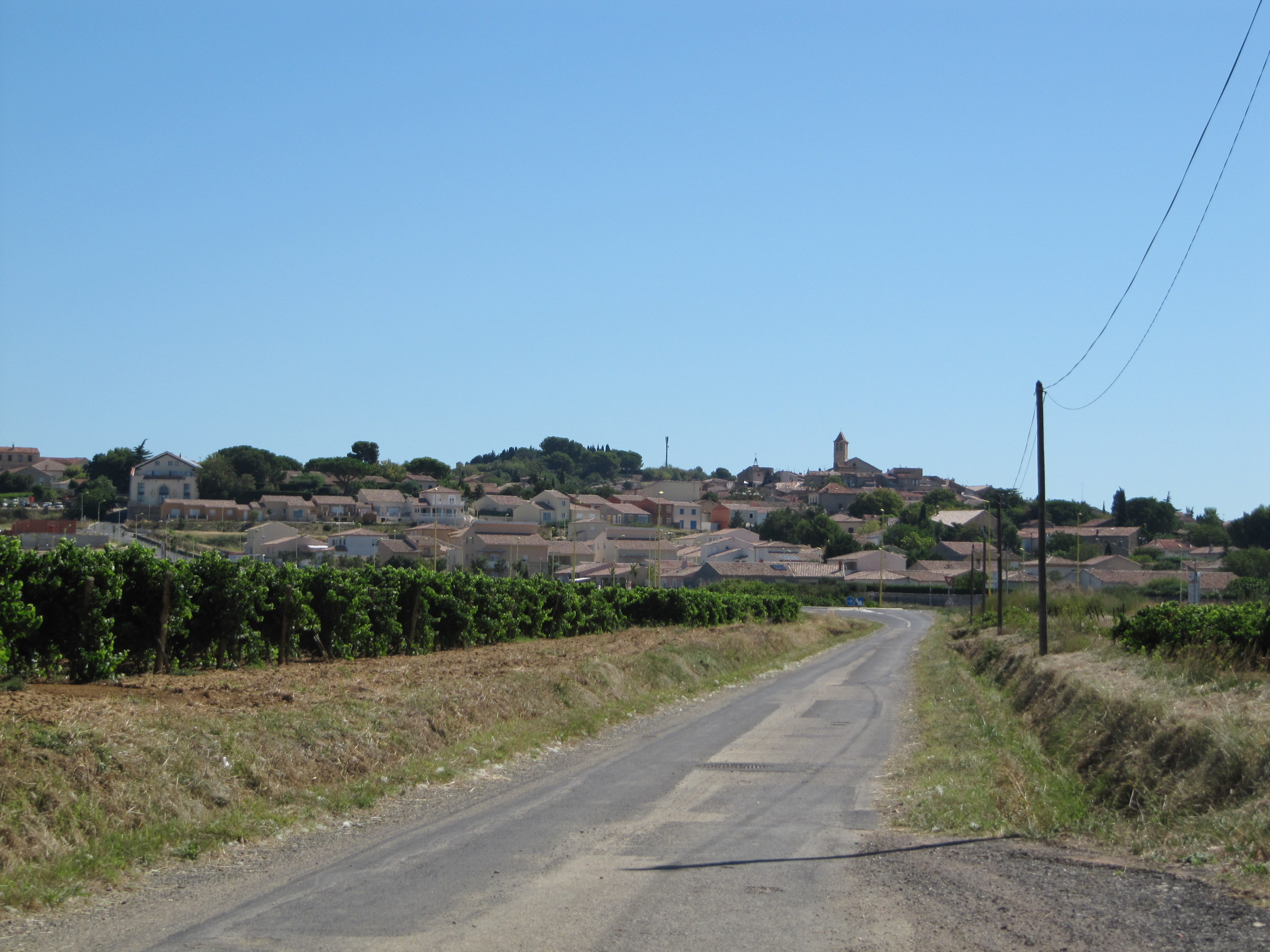
Vignoble de Thézan-lès-Béziers

### Aire de l'IGP

#### Zone principale[N 1]
17 communes sont concernées dans l'Hérault : Bassan, Béziers, Boujan-sur-Libron, Cers, Corneilhan, Lieuran-lès-Béziers, Lignan-sur-Orb, Pailhès, Portiragnes, Sauvian,  Sérignan, Servian, Thézan-lès-Béziers, Valras-Plage, Vendres, Vias et Villeneuve-lès-Béziers.

#### Zone de proximité immédiate[N 2]
La zone de proximité est constituée par l'ensemble des communes se situant dans l'arrondissement de Béziers.

### Orographie et géologie
Le vignoble se situe majoritairement entre deux fleuves côtiers qui s'écoulent depuis les contreforts des Cévennes jusqu'à la Méditerranée, le Libron qui a façonné un paysage caractéristique de petites collines surmontées de bois de pins et l'Orb que surplombe la cathédrale de Béziers, emblème du logo de l'IGP.
La zone est marquée par une diversité pédologique :
- Au Nord, la zone est recouverte de marne et de colluvion, qui datent de l'ère tertiaire.
- Au Sud, ce sont des dépôts alluvionnaires datant du quaternaire qui dominent.

Qui plus, les sols de type sableux recouvrent des zones importantes de l'aire IGP.

### Climat
La zone est dominée par un climat de type méditerranéen, climat qui se caractérise par des étés chauds et secs, et par des hivers doux. En termes de précipitations, la pluviométrie annuelle moyenne est comprise entre 400 et 800 mm. Les précipitations sont plus marquées en automne et au printemps.

## Vignoble

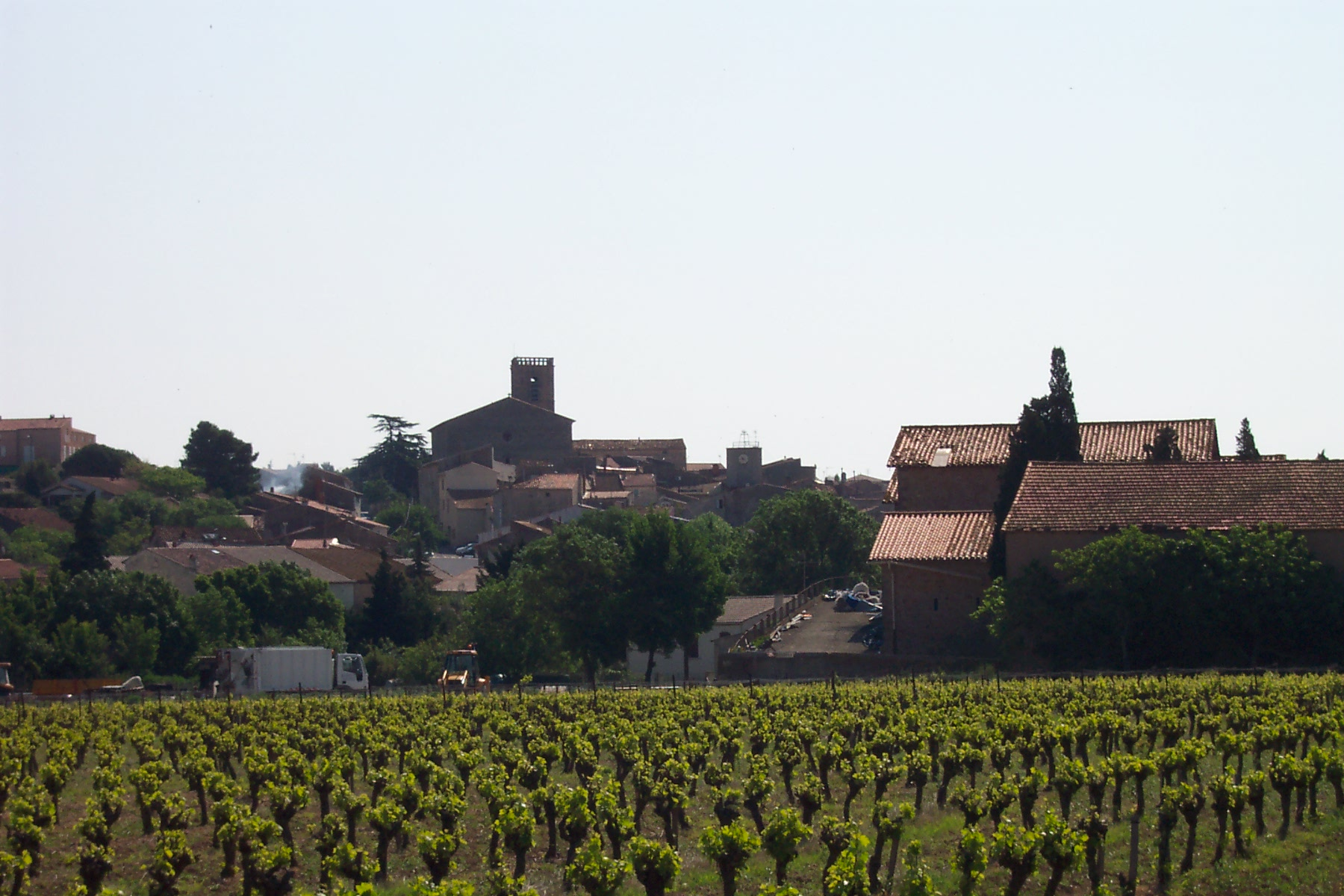
Vignes à Vendres

### Encépagement

#### Cépages noirs
Les cépages noirs utilisés sont : l'Alicante Henri Bouschet N, l'Aramon N, l'Aranel N, l'Arinarnoa N, l'Aubun N, le Cabernet franc N, le Cabernet-Sauvignon N, le Caladoc N, le Carignan N, le Carmenère N, le Chenanson N, le Cinsaut N, le Cot N, l'Egiodola N, le Fer N, le Gamay N, le Ganson N, le Grenache N, le Jurançon noir N, le Lledoner pelut N, le Manseng noir N, le Maréchal Foch N, le Marselan N, le Merlot N, le Meunier N, la Mondeuse N, le Morrastel N, le Mourvèdre N, le Muscardin N, le Muscat de Hambourg N, la Négrette N, le Nielluccio N, le Petit Verdot N, le Pinot noir N, le Piquepoul noir N, le Plant droit N, le Portan N, le Rivairenc N, le Sciaccarello N, le Syrah N, le Tannat N, le Tempranillo N et le Terret noir N.

#### Cépages gris
Les cépages gris utilisés sont : l'Aramon gris G, le Grenache gris G, le Pinot gris G, le Piquepoul gris G, le Sauvignon gris G et le Terret gris G,

#### Cépages blancs
Les cépages blancs utilisés sont : l'Altesse B, l'Alvarinho B, l'Aramon blanc B, l'Arriloba B, l'Arvine B, l'Aubin B, l'Aubin vert B, l'Auxerrois B, le Bourboulenc B, le Carignan blanc B, le Chardonnay B, le Chasan B, le Chenin B, la Clairette B, le Colombard B,  le Grenache blanc B, le Gros Manseng B, le Jurançon blanc B, le Macabeu B, le Marsanne B, le Mauzac B, le Melon B, le Merlot blanc B, la Mondeuse blanche B, le Müller-Thurgau B, le Muscadelle B, le Muscat à petits grains blancs B, le Muscat d’Alexandrie B, le Muscat cendré B, le Parellada B, le Petit Manseng B, le Picardan B, le Pinot blanc B, le Piquepoul blanc B, le Riesling B, le Roussanne B, le Sauvignon B, le Sémillon B, le Sylvaner B, le Terret blanc B, l'Ugni blanc B, le Verdelho B, le Vermentino B et le Viognier B.

#### Cépages rosés
Les cépages rosés utilisés sont : la Clairette rose Rs, le Gewurztraminer Rs, le Muscat à petits grains roses Rs,  le Savagnin rose Rs et le Mauzac rose Rs.

#### Cépages rouges
Le cépage rouge utilisé est : le Muscat à petits grains rouges Rg.

### Types de vin

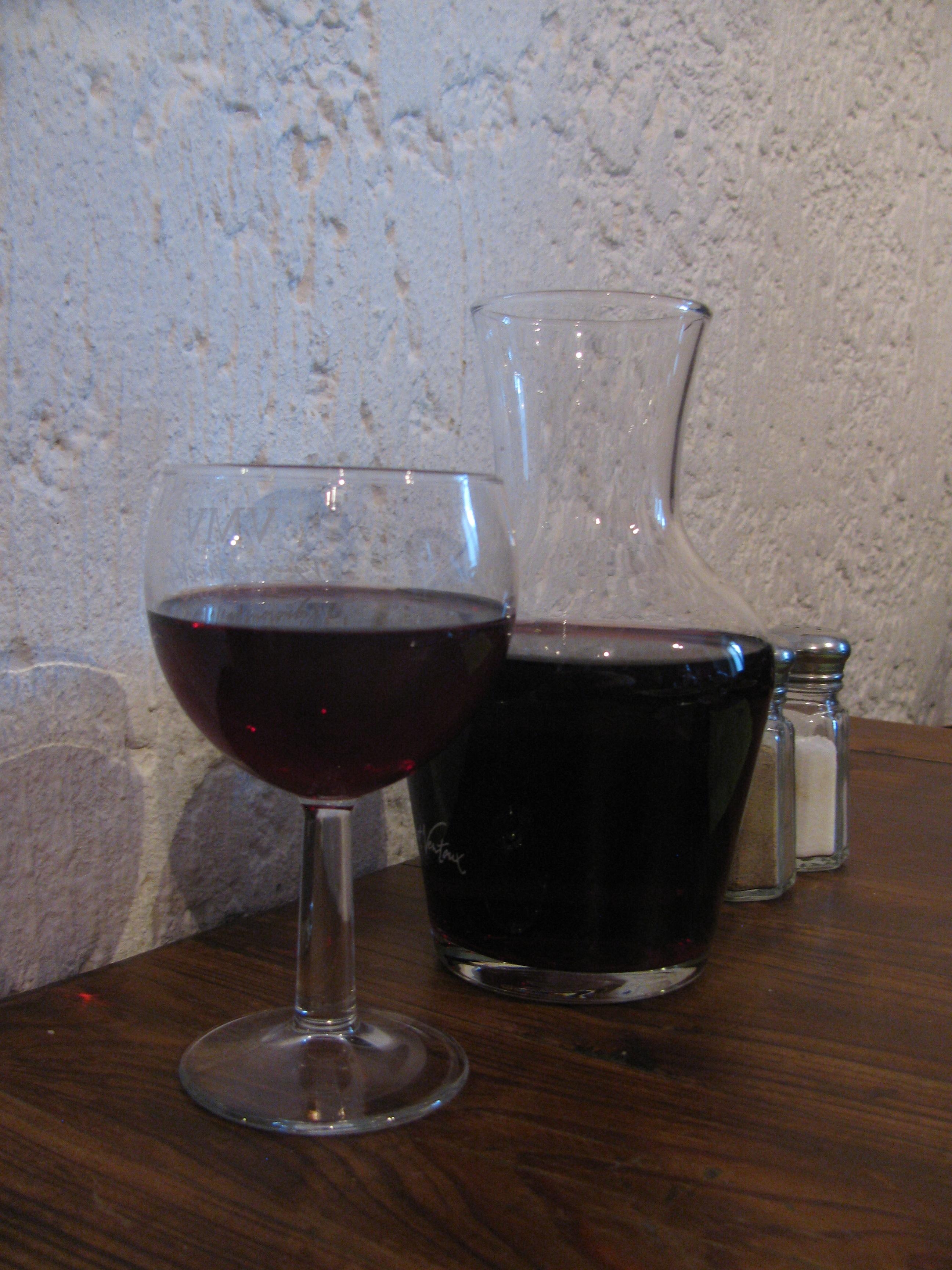
Coteaux du Libron rouge

Il existe 12 labellisations différentes :
- Coteaux du Libron blanc[4]
- Coteaux du Libron rosé[5]
- Coteaux du Libron rouge[6]
- Coteaux du Libron primeur ou nouveau blanc[7]
- Coteaux du Libron primeur ou nouveau rosé[8]
- Coteaux du Libron primeur ou nouveau rouge[9]
- Coteaux du Libron Les coteaux de Béziers blanc[10]
- Coteaux du Libron Les coteaux de Béziers rosé[11]
- Coteaux du Libron Les coteaux de Béziers rouge[12]
- Coteaux du Libron Les coteaux de Béziers primeur ou nouveau blanc[13]
- Coteaux du Libron Les coteaux de Béziers primeur ou nouveau rosé[14]
- Coteaux du Libron Les coteaux de Béziers primeur ou nouveau rouge[15]

### Vin et gastronomie
Les vins rouges présentent des caractéristiques d'arômes primaires avec une prédominance de notes fruitées. Les tannins sont doux et fins, la structure peut être légère ou plus consistante mais toujours accompagnée de rondeur surtout au niveau de la finale, douce et sans astringence excessive.
Les vins blancs et rosés développent des notes aromatiques également primaires avec une dominante de fruits et fleurs. L'équilibre est assuré par une acidité suffisante et adaptée à la concentration du vin afin de présenter de la fraîcheur en bouche. 

### Production et structure des exploitations
La production de vins rosés est presque aussi importante que  celle de vins rouges.
La production est partagée entre  caves coopératives et  caves particulières.  Deux types de vins sont produits : les vins issus de l’assemblage de cépages traditionnels de la région ainsi qu’avec des cépages réputés, originaires d’autres régions viticoles, et les vins dits de cépage obtenus à partir d’un seul cépage, voire de plusieurs, choisis parmi des cépages réputés tels que : merlot, cabernet-sauvignon, syrah, chardonnay,
sauvignon.
Le volume vinifié pour la revendication en IGP “Coteaux de Béziers” est en moyenne de 20 000 hl par an.

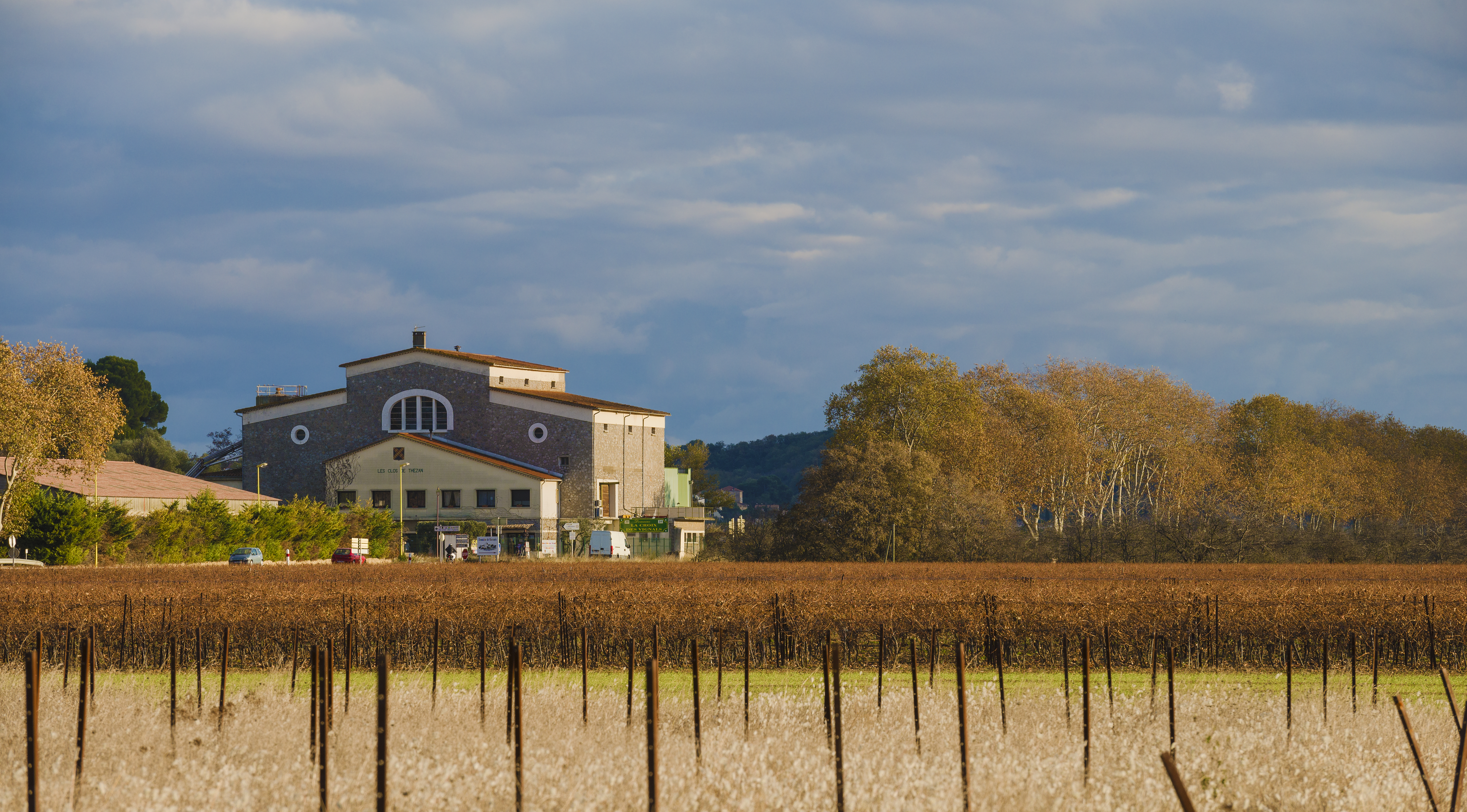
Cave coopérative de Thézan-lès-Béziers